# Angoumois (région naturelle)
Pour les articles homonymes, voir Angoumois (homonymie).
L’Angoumois  est une région naturelle de France située au centre du département de la Charente, dans la région Nouvelle-Aquitaine. Elle ne doit pas être confondue avec la région historique de l'Angoumois, beaucoup plus vaste.

## Géographie

### Situation
L'Angoumois est situé au centre du département de la Charente, autour de la ville d'Angoulême. Il est entouré par les régions naturelles suivantes :
- Au nord par le Ruffécois.
- A l’est par le Pays d’Horte et Tardoire.
- Au sud par le Montmorélien.
- A l’ouest par le Cognaçais.

## Micro-pays

### Pays des Côtes d'Angoumois

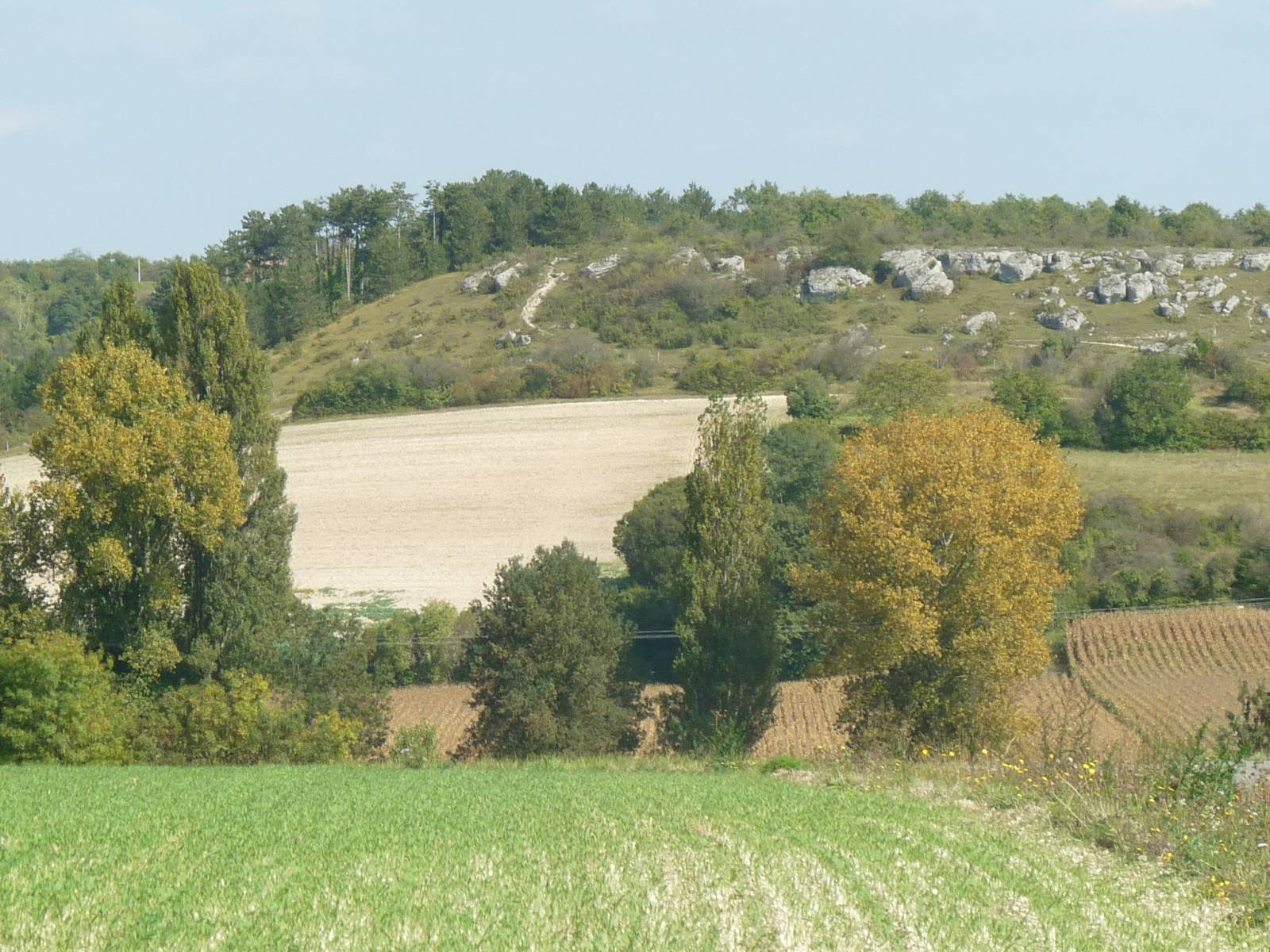
Chaumes de Vignac près de Roullet

Au sud de la ville d'Angoulême le pays des Côtes d'Angoumois fait transition avec le pays d'Horte et Tardoire et le Blanzacois.
Ce sont principalement des plateaux assez boisés, aux vallées assez marquées et taillées dans le calcaire crétacé. On trouve du nord au sud les vallées parallèles de l'Anguienne, les Eaux-Claires, la Charraud et la Boëme. Le plateau d'Angoulême est le plus septentrional de ces plateaux, et a servi de site stratégique pour l'implantation et la défense de la ville.
Une cuesta du Turonien (aussi appelé Angoumien) sépare ces plateaux de la vallée de la Charente à l'ouest, et, à l'est, de celle de l'Échelle, affluent de la Touvre et du calcaire jurassique.

### Val d'Angoumois

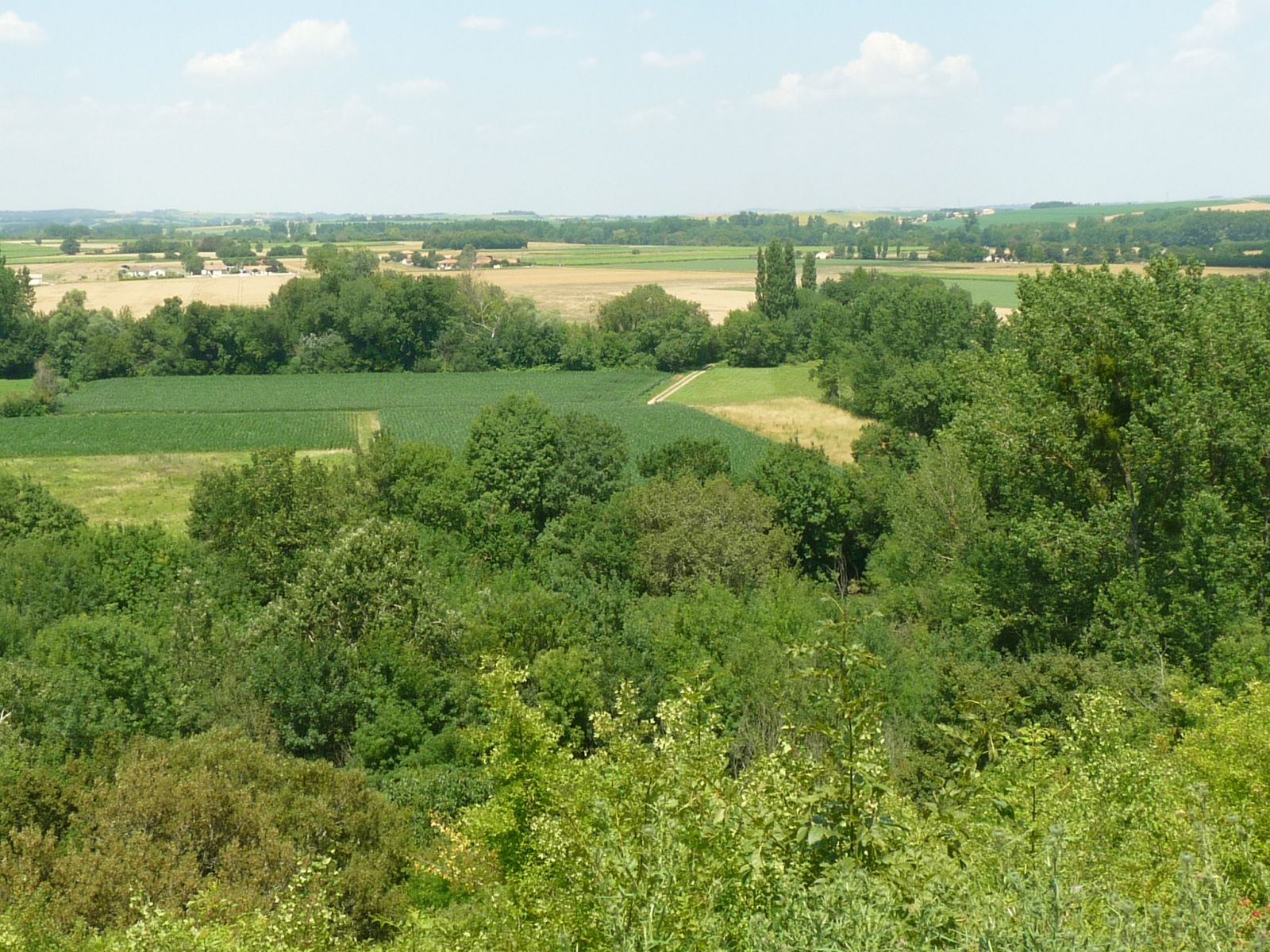
Vallée de la Charente à Vindelle

Au nord, la Charente déploie de grands méandres en amont d'Angoulême et en aval de Mansle. Sa large vallée s'appelle le Val d'Angoumois,.